# 台湾の名称の一覧
台湾の名称の一覧（たいわんのめいしょうのいちらん）は、歴史的・政治的な経緯により、場面によって様々な名で自他称される台湾地域の名称に関する記事の一覧。

## 現に台湾を統治する国家の名称
- 中華民国（Republic of China）

### その実効統治する範囲を指す法令上の呼称
- 台湾地区（Taiwan area） - 他に同じ範囲を指して「自由地区」（Free area）、「台澎金馬（地区）」（Taiwan, Penghu, Kinmen and Matsu Area）、「台閩地区」とも。

### その設置していた（実質的に廃止された）省
- 台湾省（Taiwan Province）

### その事実上の在外大使館の名称
- 台北経済文化代表処（Taipei Economic and Cultural Representative Office, TECRO） 
  - 台北駐日経済文化代表処（Taipei Economic and Cultural Representative Office in Japan, TECO-Japan）　- 形式上、台湾日本関係協会が設置している。
  - 駐サウジアラビア王国台北経済文化代表処（Taipei Economic and Cultural Representative Office in the Kingdom of Saudi Arabia, TECRO-KSA）

### その歴代の総統が提唱する呼称
- 中華民国在台湾：第4代中華民国総統李登輝提唱
- 中華民国是台湾（中国語版）：第5代中華民国総統陳水扁提唱
- 中華民国（台湾）（中国語版）：同じく陳水扁提唱
- 中華民国台湾：第7代中華民国総統蔡英文提唱

## オリンピック方式
- チャイニーズタイペイ（Chinese Taipei、中華台北）

## 中華人民共和国が設置・統治を主張する省
- 台湾省 (中華人民共和国)（Taiwan Province）

## 清～日本の領有期

### 台湾抗日運動における政権（1915年）
- 大明慈悲国（Da Ming Cibeiguo）

### 日本が設置した総督府
- 台湾総督府（Government-General of Taiwan）

### 清から日本への移行期（1895年）に宣言された政権
- 台湾民主国（Republic of Formosa / Democratic State of Taiwan）

### 清が設置した機関
- 台湾巡撫 / 福建台湾省（1885～1895）
- 台湾府（1684～1895） / 台北府（中国語版、英語版）（1875～1895） / 台南府（中国語版、英語版）（1887～1895）

## 正名・本土化・独立などの運動で掲げられる新国名案
- 台湾共和国（Republic of Taiwan） - 「台湾国」とも。

## 歴史的な他称

### 日本からの歴史的な他称
- 高山国 - 安土桃山時代における日本からの呼称で、文献に残る最古の日本からの呼称と見られる。
- 高砂国 - 江戸時代における日本からの呼称。
- 蓬莱-大日本帝国軍歌「台湾軍の歌[1]」の歌詞で蓬莱という呼称と見られる。日本統治時代に台湾で改良したお米は蓬莱米と呼ぶ。

### 中国からの歴史的な他称
- 蓬萊（「蓬莱仙島」とも）
- 琉球ないし小琉球 - 大陸から見て東方の島々を漠然と「琉球」と呼んでいたのが、後に（大陸からの距離の大小で）、現在の沖縄（琉球諸島・沖縄県）を「大琉球」と、現在の台湾を「小琉球」と、それぞれ呼ぶようになった。
- 東都ないし東寧 - 中国本土から渡った鄭成功が台湾に建てた鄭氏政権による命名。

### ヨーロッパからの歴史的な他称
- フォルモサ（音訳して「福爾摩沙」・漢訳して「美麗島」）